# Перша шампанська битва
Перша шампанська битва (фр. 1ère Bataille de Champagne, нім. Winterschlacht in der Champagne) (20 грудня 1914 — 17 березня 1915) — невдала наступальна операція французьких військ проти німецької армії у Шампані за часів Першої світової війни.
Командування 4-ї французької армії спробувало прорвати позиційну оборону кайзерівської 3-ї армії на цьому напрямку Західного фронту після безрезультатного завершення Першої Іпрської битви. Головною метою цієї операції визначалася ліквідація так званого Нуайонського виступу, що глибоко врізався в оборону союзних військ. 17 грудня 1914 року розпочався наступ при Артуа — 10-та армія генерала Луї Ернеста де Мод'юї атакувала позиції 6-ї армії генерала князя Рупрехта Баварського, а за три дні генерал Ф. де Карі віддав наказ на перехід в атаку своєї армії. Але, попри значну перевагу в силах та засобах, французькі війська, здобувши мізерні територіальні завоювання, припинили подальші бойові дії на обох напрямках, зазнавши повного провалу.

## Передумови
На початку листопада 1914 року німецький наступ у Фландрії вичерпав себе й війська Вільгельма II поступово почали переходити до оборони захоплених рубежів. Після вивчення загальної ситуації командування французькою армією ухвалено рішення шляхом проведення двох одночасних операцій в Артуа та Шампані поліпшити свої стратегічні позиції, одночасно ліквідувавши Нуайонський виступ, що глибоко врізався в їхню оборону. До того ж розвідка доповідала, що німці перекинули з цього стратегічного напрямку від чотирьох до шести корпусів на Східний фронт.
Попри брак оснащення, боєприпасів та головне артилерійських систем на цій ділянці фронту, що викликало сумніви у головнокомандувача французької армії Ж. Жоффра в успіху замислу операції, головним чинником було не дати можливості безперешкодно перекинути значні сили з Західного фронту на схід. За задумом, завдавалося два потужних удари: в Артуа силами 10-ї армії дивізійного генерала Луї Ернеста де Мод'юї проти 6-ї армії генерал-полковника князя Рупрехта Баварського у загальному напрямку на Камбре та в Шампані силами 4-ї французької армії генерала Ф. де Карі проти 3-ї армії генерала кавалерії, з 27 січня 1915 генерал-полковника К. фон Айнема з Сюїппа на Ретель і Шарлевіль-Мезьєр.

## Битва

### Хід битви
20 грудня 1914 року після швидкоплинної стрілянини між передовими підрозділами військ, французькі XVII та I Колоніальний корпуси перейшли в атаку. Здобутком дня стали невеликі простори між протиборчими сторонами, місцями французам вдалося вклинитися в оборону противника. 21 грудня наступ XII корпусу, який також перейшов в атаку, захлинувся через щільний вогонь німецьких кулеметів. Підрозділи цього корпусу залягли перед фронтом, у битву вступила французька артилерія, котра почала методичний обстріл протилежної сторони. Протягом наступних декількох днів армія дивізійного генерала Ф. де Карі намагалася прорвати оборону противника, зазнаючи при цьому великих втрат. Згодом французи ввели у битву дивізію, яка мала завдання потужним ударом на стику між XVII та I Колоніальним корпусами завдати поразки кайзерівським військам, та вийти на оперативний простір.
27 грудня головнокомандувач французької армії генерал Ж. Жоффр виділив на посилення 4-ї армії IV армійський корпус, який з одною дивізією I корпусу утворили потужне ударне угруповання.
30 грудня французька армія завдала нового удару по позиціях німецьких військ, однак генерал-полковник Рупрехт Баварський несподіваною контратакою по правому флангу II корпусу, що наступав, прорвав його бойові порядки, опанував три рубежі оборони та завдав важких втрат французам. Хоча командуванню II корпусу вдалося наступного дня відбити більшість втрачених територій, грамотна організовані та проведені чотири контратаки повністю зірвали темпи наступу французької 4-ї армії та змусили їх відмовитися від подальшого наступу.
Протягом наступних двох тижнів бої йшли з перемінним успіхом, французькі атаки відбивалися німцями, які відразу ж намагалися шляхом проведення стрімких контратак відбити втрачені землі. Врешті-решт взаємні активні дії призупинилися, війська після майже місяця беззупинних боїв практично видихнулися і втратили свій бойовий потенціал, та 13 січня сторони тимчасово перейшли до оборони.

### Супутні операції
З метою підтримки наступальних операцій 4-ї та 10-ї армій французи провели низку другорядних наступів на інших напрямках силами 2-ї та 8-ї армій. Проте, як на основних, так і на допоміжних напрямках наступальні дії французької армії не здобули значного успіху. Більш того, в умовах колосального браку артилерії та боєприпасів французькі війська діяли фактично без вогневої підтримки, й зазнали величезних втрат у живій силі та техніці.

### Німецькі контратаки
У другій половині січня 1915 року німецьке командування спробувало провести низку контрнаступальних операцій незначного масштабу північніше Суассона, намагаючись закріпитися та поліпшити свої позиції на паризькому напрямку. Але, нечисленність тих, що наступали, відсутність достатніх резервів, та затятий опір французьких частин зірвали їхні задуми. Наприкінці січня німці вжили останню спробу прорвати оборону противника в смузі 3-ї армії, що займали рубежі по обревільських висотах неподалік від стратегічно важливого залізничного вузла у Вердені. Втративши 2 400 військових, французи спочатку відступили, але потім провели контратаку й ворожий наступ був зупинений.

### Друга спроба французького наступу
16 лютого 1915 року французьке командування, завершило перегрупування своїх сил та, зосередивши чотири корпуси 4-ї армії й три корпуси резерву, розпочало другий етап наступу в Шампані, яке розглядалося ним як продовження наступальної операції грудня-січня 1915 року.
За мету операції визначалося, використовуючи здобуті раніше результати, свіжими силами спробувати прорвати позиційну оборону німецьких військ в одному місці, вийти на оперативний простір та в такий спосіб змусити командування німецької імперської армії відвести свої війська до французько-німецького кордону. Для вирішення цього завдання ударне угруповання мало до 163 тис. солдатів, 879 легких і 110 важких гармат, 3-тя німецька армія — 85 тис. осіб, 384 легких і 76 важких гармат. При загальному співвідношенні сил 1,8:1 французи довели перевагу на ділянках прориву до 3: 1, а щільність артилерії — до 60-70 гармат на кілометр фронту прориву. У період підготовки операції напружені бої з поліпшення позицій не припинялися.
У перший день атаки артилерія, яка проводила підготовку атаки протягом трьох днів, не змогла пробити проходи в дротяних загородженнях, а частина німецьких кулеметів і батарей не були виведені з ладу, густі хвилі атакуючих ланцюгів французів, зазнавши великих втрат, захопили лише одну-дві лінії окопів VIII корпусу 3-ї німецької армії.
На другий і третій день наступу командувач 3-ї німецької армії генерал К. фон Айнем посилив VIII корпус частинами, знятими з інших ділянок, і підтягнув на напрямок руху французів більшу частину артилерії. Внаслідок цього наполегливі спроби I і XVII корпусів розвинути успіх мали обмежений результат. Починаючи з 19 лютого французи по частинах кинули в бій ще два корпуси: IV в смузі I, а II в смузі XVII армійського корпусу.
Але німці підтягнули з Лотарингії і Дуе три резервні дивізії, підсиливши ними VIII німецький корпус, і все більш наполегливо контратакували. Французам вдалося просунутися всього на 300—500 м, опанувати другу і зав'язати бої за третю лінію окопів.
До кінця лютого кайзерівські війська ввели в бій ще кілька резервних дивізій і зрівняли співвідношення в силах і засобах. Незабаром, через протидії військ, що оборонялися, слабку організацію взаємодії між французькою піхотою і артилерією та великі втрати серед наступаючих частин, організований наступ французької армії поступово перетворився на розрізнені атаки.
Окопи, захоплені французами днем, в ході нічних контратак були відбиті німцями. У надії забезпечити перелом на свою користь французи на початку березня ввели в битву останній, 16 корпус із резерву і кинули в атаку 12 корпус 4-ї армії. Але і це не змінило положення. До 17 березня сили наступаючих були остаточно виснажені, наступ остаточно зупинився.

## Наслідки битви
Наступальна операція в Шампані завдання прориву оборони німців не виконала. Французи втратили понад 91 тис. чоловіків загиблими, пораненими і зниклими безвісти, але не опанували навіть першою позицією німецької оборони. Операція не допомогла й російським військам, на фронт яких німці поступово перекидали все більше своїх сил. Німецьке командування було настільки впевнено у своїй обороні, що 19 лютого перекинуло XIV резервний корпус 2-ї армії на Східний фронт.